# Lambda Orionis
Lambda Orionis (λ Ori / λ Orionis), também conhecida como Meissa ou Heka, é uma estrela binária na constelação de Orion. A estrela principal é uma gigante azul de classe O. A outra é uma anã azul-branca de classe B. As duas estrelas estão separadas por 4,4 segundos de arco.
Lambda Orionis é parte do aglomerado estelar Collinder 69.